# تروریسم در سوئد
تروریسم در سوئد (انگلیسی: Terrorism in Sweden) تا اواخر سال‌های ۲۰۰۰ یک تهدید جدی برای دولت بحساب نمی‌آمد. آژانس دولتی سوئد که موظف شده‌است که تهدیدات مرتبط با تروریسم را تحت مراقبت قرار دهد سرویس امنیتی سوئد می‌باشد.

## حادثه مرتبط با تروریسم
حادثه مرتبط با تروریسم در تاریخ معاصر سوئد که توجهات بسیاری را به خود جلب کرد اشغال سفارت آلمان غربی در سال ۱۹۷۵ بود که توسط گروه ارتش سرخ انجام شد. همین گروه در سال ۱۹۷۶ عملیات لئو را طراحی کرد که قرار بود آنا گرتا لییون ربوده شود اما هیچوقت عملی نشد.

## کشته شدن اولاف پالمه
در سال ۱۹۸۶ اولاف پالمه نخست‌وزیر سوئد در یک عملی که انگیزه‌های مشکوکی داشت کشته شد. در این حادثه سرنخ‌های متعددی مورد نظر قرار گرفت اما هیچ‌کدام به نتیجه نرسید. تنها سرنخی که پلیس داشت یک مرد دیوانه بود.

## سوئد، محل امن
در دهه‌های اخیر، استفاده گروه‌های تروریستی از سوئد به عنوان یک محل امن، مورد توجه قرار گرفت. در سال‌های ۲۰۰۰، موضوع تأمین مالی تروریسم و عضوگیری گروه‌های تروریستی از جمله گروه‌های اسلامی از نظر امنیتی مورد توجه قرار گرفته‌است. انجام کارهای جنایی توسط گروه‌های افراط گرای محلی اعم از چپ یا راست، پدیده رشد یابنده‌ای بوده‌است.

## لیست حوادث و طرح‌های تروریستی در سوئد
در سال ۱۹۹۷، یک گروه فعال نئونازی به نام جنبش مقاومت سوئد (SRM) تشکیل شد و در سال ۲۰۱۶ در جنبش مقاومت نوردیک (NRM) ادغام شد. این گروه پشت چندین عمل خشونت بار از جمله بمب‌گذاری و قتل روزنامه‌نگار بیورن سودربرگین در سال ۱۹۹۹ بوده‌است.
در سال ۲۰۱۷، اعضای NRM به دلیل دست داشتن در دو عمل بمب‌گذاری و یک عمل اقدام برای بمب‌گذاری در گوتنبرگ، دو محل اقامت پناهنده‌ها و یک سازمان سندیکایی، دستگیر شدند.
در تیراندازی‌هایی که در سال‌های ۲۰۰۹ و ۲۰۱۰ توسط پیتر منگز در مالمو انجام شد اقلیت‌ها مورد هدف قرار گرفته بودند.
همچنین جان اوسونیوس (که با نام ولفگانگ زائوگ نیز شناخته می‌شود) اقلیت‌ها را مورد هدف قرار داده بود. در سال ۲۰۱۵، حمله به مدرسه ترولهتان توسط یک فرد ۲۱ ساله به نام آنتون لوندین پترسون صورت گرفت که دو آموزگار و یک دانش آموز کشته شدند. پلیس این حادثه را یک جنایت نفرت‌آمیز با انگیزه‌های نژاد پرستانه توصیف کرد.